# Paulo Bin
Cleiton Paulo Bin Netto (Guararapes, 23 de março de 1941), mais conhecido como Paulo Bin ou Paulo Bim, é um ex-futebolista brasileiro que atuava como atacante.

## Carreira
Contratado do Osvaldo Cruz pela Ferroviária, em 1963, o atacante ganhou uma marchinha de Carvaval que tornou-se sucesso nos salões de Araraquara: "Foi ele, foi ele sim, foi ele que comprou o Paulo Bin", dizia o refrão, referindo-se ao presidente da época da Ferroviária, Pereira Lima.
Paulo Bin foi contratado pelo Comercial em 1963 após uma troca com a Ferroviária onde o Leão cedeu o atleta Hugo. Em 10 de outubro de 1964, teve a honra de marcar o primeiro gol da história do Estádio Palma Travassos contra o Santos de Pelé. Paulo Bin tem uma placa no estádio pelo seu feito e dedicação ao clube. Bin ficou no Comercial até 1967 e é um dos maiores artilheiros da história do alvinegro, com mais de 80 gols oficiais.
Em 1966, ele defenderia o Santos, onde sagrou-se campeão do Torneio Rio-São Paulo.
Em 1967, foi emprestado ao Vasco da Gama, por quem disputou o Rio-São Paulo.
Em 1969, retornou à Ferroviária, onde ficou até 1972.
Retornou ao Comercial, onde parou de jogar em 1974 aos 33 anos.
Após se retirar dos campos, se formou em Educação Física e atuou como professor de escolinhas de futebol em Ribeirão Preto.
Em 1991, Paulo Bin dirigiu o Bafo em nove jogos da Segunda Divisão, sendo duas vitórias, três empates e quatro derrotas. Em 2001, foi nomeado diretor de futebol do clube.

## Títulos
Comercial
- Campeonato Paulista do Interior: 1966

Santos
- Torneio Rio-São Paulo: 1966